# Societat Maonesa
La Societat Maonesa va ser fundada el 30 d'abril de 1778 per la burgesia il·lustrada de Maó durant el període de Menorca sota domini britànic.
Els fundadors van ser l'advocat i historiador Joan Ramis i Ramis i el capità Joan Roca i Vinent, el doctor Joan Roig, Jaume Uhler, David Causse, Andreu Hernandes, Josep Missó, Pere Ramis, Joan Soler i Vicent Caules, que actuava com a secretari. Amb seu a la casa de Joan Ramis, cada setmana s'hi reunien els membres. Els temes preferentment tractats a la Societat feien referència a les ciències naturals i a les ciències humanes. Tot i que l'objectiu fundacional de la Sociedat constava com crear una Biblioteca, es feien traduccions que posteriorment es llegien i comentaven, entre altres de Voltaire, Wieland i Young. El 1785, tres anys després que Menorca passàs a mans espanyoles per primera vegada, la societat es va dissoldre. L'activitat va tenir un intent de continuïtat amb la Sociedad Económica de Mahon.
El segell de la Sociedat va ser encarregat a l'escultor Miquel Comas i al Pare Llodrà, amb la mateixa frase que va escriure Martí Luter com a subtítol de les 95 tesis de Wittenberg, Studio et amore. 